# 行方郡 (福島県)
- 令制国一覧 > 東山道 > 陸奥国・磐城国 > 行方郡
- 日本 > 東北地方 > 福島県 > 行方郡

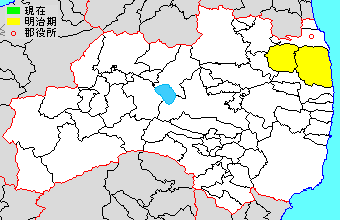
福島県行方郡の範囲

行方郡（なめかたぐん）は、8世紀から1896年まで、現在の福島県東部にあった郡である。陸奥国（一時的に石城国、磐城国）、福島県に属した。

## 郡域
1879年（明治12年）に行政区画として発足した当時の郡域は、南相馬市・相馬郡飯舘村にあたる。

## 歴史
『先代旧事本紀』中の「国造本紀」には浮田国造と染羽国造が見え、それぞれ後の宇多郡と標葉郡にあたると考えられるが、地理的に宇多郡と標葉郡にはさまれている行方郡に対応する国造は記されていない。行方郡は国造がおさめた二つのクニから一部を割いて新設されたと推定される。設置された時期が7世紀なら、はじめ行方評（なめかたのこおり、なめかたひょう）として設けられ、大宝元年（701年）に郡と改められたことになる。史料上の初見は養老2年（718年）で、遅くともこの時までは成立していた。
行方郡と同名の行方郡が常陸国にあり、後述の『和名類聚抄』中の多珂郷は常陸国の多珂郡（多賀郡）と同じ名である。在地の国造ではなく、常陸国から来た移民を中心にして郡が建てられたのであろう。
古代の郡衙の場所は新田川の河口付近、現在の南相馬市原町区泉にある泉官衙遺跡と推定されている。位置は不明だが行方団という軍団も置かれていた。
平安時代の『和名類聚抄』による読みは「なめかた」で、吉名・大江・多珂・子鶴・真欨・真野の6郷があった。「嶋□郷」（□は判読不能な文字）と書かれた8世紀の木簡が、泉官衙遺跡から出土しており、奈良時代にはもう一つの郷があったらしい。

### 平安時代の郷
- 真野郷
- 真欨郷
- 多珂郷
- 子鶴郷
- 大江郷
- 吉名郷

### 近代以降の沿革
- 幕末時点では陸奥国に所属し、全域が中村藩領であった。「旧高旧領取調帳」に記載されている村は以下の通り。(121村)

| 区分   | 村数                 | 村名 | 陣屋                  |
| ------ | -------------------- | --- | --------------------- |
| 北郷   | 30村                 | 鹿島村、北右田村、南右田村、江垂村、大内村、袋村、小島田村、烏崎村、川子村、塩崎村、寺内村、浮田村、牛河内村、岡和田村、御山村、小池村、小山田村、橲原村、角川原村、栃窪村、上栃窪村、山下村、横手村、北海老村、南海老村、北屋形村、南屋形村、永田村、永渡村、南柚木村 | 鹿島陣屋 （鹿島村）   |
| 中郷   | 41村                 | 北新田村、南新田村、桜井村、上渋佐村、下渋佐村、上太田村、中太田村、下太田村、小木迫村、片倉村、牛来村、高村、鶴谷村、増田村、矢川原村、大亀村（大甕村）、江井村、下江井村、萱浜村、北原村、小浜村、雫村、堤谷村、米々沢村、高平村、北高平村、泉村、北泉村、金沢村、石神村、牛越村、大谷（おおがい）村、大木戸村、大原村、押釜村、信田沢村、高倉村、長野村、北長野村、馬場村、深野村 | 原町陣屋 （南新田村） |
| 小高郷 | 32村                 | 小高村、南小高村、大井村、岡田村、片草村、塚原村、吉名村、金谷村、川房村、上根沢村、大田和村、大谷（おおや）村、小谷村、小屋木村、羽倉村、北鳩原村、南鳩原村、飯崎村、福岡村、蓬田村、上浦村、下浦村、浦尻村、泉沢村、蛯沢村、女場村、神山村、角部内村、行津村、水谷村、耳谷村、村上村                                                                                               | 小高陣屋 （小高村）   |
| 山中郷 | 18村 ※全27か村のうち | 飯樋村、比曽村、臼石村、二枚橋村、須萱村、関根村、前田村、松塚村、大倉村、佐須村、草野村、蘆股村、伊丹沢村、小宮村、関沢村、沼平村、深谷村、八木沢村 | 飯樋陣屋 （飯樋村）   |

- 明治元年
  - 10月13日（1868年11月26日） - 中村藩主相馬季胤が全領土6万石を安堵される。
  - 12月7日（1869年1月19日） - 陸奥国が分割され、本郡は磐城国の所属となる。
- 明治4年
  - 7月14日（1871年8月29日） - 廃藩置県により中村県の管轄となる。
  - 11月2日（1871年12月13日） - 第1次府県統合により平県の管轄となる。
  - 11月29日（1872年1月9日） - 平県が磐前県に改称。
- 明治9年（1876年）8月21日 - 第2次府県統合により福島県の管轄となる。
- 明治10年（1877年） - 小高郷の大谷（おおや）村を大富村に改称。
- 明治11年（1878年） - 高平村を上高平村と下高平村に、北高平村を上北高平村と下北高平村に分割。
- 明治12年（1879年）
  - 蓬田村を上浦村に、袋村を大内村に併合。
  - 1月27日 - 郡区町村編制法の福島県での施行により、行政区画としての行方郡が発足。「宇多行方郡役所」が宇多郡中村に設置され、同郡とともに管轄。

### 町村制以降の沿革

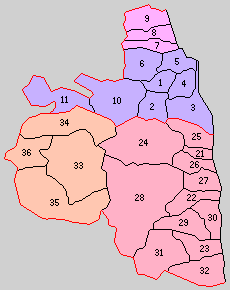
21.鹿島村 22.原町村 23.小高村 24.上真野村 25.八沢村 26.真野村 27.高平村 28.石神村 29.太田村 30.大甕村 31.金房村 32.福浦村 33.新舘村 34.大須村 35.飯曽村 36.石橋村（赤：南相馬市 橙：飯舘村 1 - 11は宇多郡）

- 明治22年（1889年）4月1日 - 町村制の施行により、以下の村が発足。特記以外は全域が現・南相馬市。（16村）
  - 鹿島村 ← 鹿島村、北右田村、南右田村
  - 原町村 ← 南新田村、桜井村、上渋佐村、下渋佐村
  - 小高村 ← 小高村、南小高村、大井村、岡田村、片草村、塚原村、吉名村
  - 上真野村 ← 浮田村、牛河内村、岡和田村、御山村、小池村、小山田村、橲原村、角川原村、栃窪村、上栃窪村、山下村、横手村
  - 八沢村 ← 北海老村、南海老村、北屋形村、南屋形村、永田村、永渡村、南柚木村
  - 真野村 ← 江垂村、大内村、小島田村、烏崎村、川子村、塩崎村、寺内村
  - 高平村 ← 上高平村、下高平村、上北高平村、下北高平村、泉村、北泉村、金沢村
  - 石神村 ← 石神村、牛越村、大谷村、大木戸村、大原村、押釜村、信田沢村、高倉村、長野村、北長野村、馬場村、深野村
  - 太田村 ← 上太田村、中太田村、下太田村、小木迫村、片倉村、牛来村、高村、鶴谷村、増田村、矢川原村
  - 大甕村 ← 大甕村、江井村、下江井村、萱浜村、北原村、小浜村、雫村、堤谷村、米々沢村
  - 金房村 ← 金谷村、川房村［大柿を除く大部分］、上根沢村、大田和村、大富村、小谷村、小屋木村、羽倉村、北鳩原村、南鳩原村、飯崎村
  - 福浦村 ← 福岡村、上浦村、下浦村、浦尻村、泉沢村、蛯沢村、女場村、神山村、角部内村、行津村、水谷村、耳谷村、村上村
  - 新舘村 ← 草野村、蘆股村、伊丹沢村、小宮村、関沢村、沼平村、深谷村、八木沢村（現・飯舘村）
  - 大須村 ← 大倉村、佐須村（現・飯舘村）
  - 飯曽村 ← 飯樋村、比曽村（現・飯舘村）
  - 石橋村 ← 臼石村・二枚橋村・須萱村・関根村・前田村・松塚村（現・飯舘村）
  - 川房村の一部［大柿］は標葉郡津島村の一部となる。
- 明治29年（1896年）4月1日 - 郡制のため、「宇多行方郡役所」の管轄区域を持って相馬郡が発足。同日行方郡廃止。

### 変遷表
| 藩政期         | 明治22年4月1日 | 明治22年 - 明治28年 | 明治29年4月1日  | 現在          |
| -------------- | -------------- | ------------------- | --------------- | ------------- |
| 鹿島村         | 鹿島村         | 鹿島村              | 相馬郡 鹿島村   | 南相馬市      |
| 北右田村       | 鹿島村         | 鹿島村              | 相馬郡 鹿島村   | 南相馬市      |
| 南右田村       | 鹿島村         | 鹿島村              | 相馬郡 鹿島村   | 南相馬市      |
| 江垂村         | 真野村         | 真野村              | 相馬郡 真野村   | 南相馬市      |
| 大内村         | 真野村         | 真野村              | 相馬郡 真野村   | 南相馬市      |
| 袋村           | 真野村         | 真野村              | 相馬郡 真野村   | 南相馬市      |
| 小島田村       | 真野村         | 真野村              | 相馬郡 真野村   | 南相馬市      |
| 烏崎村         | 真野村         | 真野村              | 相馬郡 真野村   | 南相馬市      |
| 川子村         | 真野村         | 真野村              | 相馬郡 真野村   | 南相馬市      |
| 塩崎村         | 真野村         | 真野村              | 相馬郡 真野村   | 南相馬市      |
| 寺内村         | 真野村         | 真野村              | 相馬郡 真野村   | 南相馬市      |
| 浮田村         | 上真野村       | 上真野村            | 相馬郡 上真野村 | 南相馬市      |
| 牛河内村       | 上真野村       | 上真野村            | 相馬郡 上真野村 | 南相馬市      |
| 岡和田村       | 上真野村       | 上真野村            | 相馬郡 上真野村 | 南相馬市      |
| 御山村         | 上真野村       | 上真野村            | 相馬郡 上真野村 | 南相馬市      |
| 小池村         | 上真野村       | 上真野村            | 相馬郡 上真野村 | 南相馬市      |
| 小山田村       | 上真野村       | 上真野村            | 相馬郡 上真野村 | 南相馬市      |
| 橲原村         | 上真野村       | 上真野村            | 相馬郡 上真野村 | 南相馬市      |
| 角川原村       | 上真野村       | 上真野村            | 相馬郡 上真野村 | 南相馬市      |
| 栃窪村         | 上真野村       | 上真野村            | 相馬郡 上真野村 | 南相馬市      |
| 上栃窪村       | 上真野村       | 上真野村            | 相馬郡 上真野村 | 南相馬市      |
| 山下村         | 上真野村       | 上真野村            | 相馬郡 上真野村 | 南相馬市      |
| 横手村         | 上真野村       | 上真野村            | 相馬郡 上真野村 | 南相馬市      |
| 北海老村       | 八沢村         | 八沢村              | 相馬郡 八沢村   | 南相馬市      |
| 南海老村       | 八沢村         | 八沢村              | 相馬郡 八沢村   | 南相馬市      |
| 北屋形村       | 八沢村         | 八沢村              | 相馬郡 八沢村   | 南相馬市      |
| 南屋形村       | 八沢村         | 八沢村              | 相馬郡 八沢村   | 南相馬市      |
| 永田村         | 八沢村         | 八沢村              | 相馬郡 八沢村   | 南相馬市      |
| 永渡村         | 八沢村         | 八沢村              | 相馬郡 八沢村   | 南相馬市      |
| 南柚木村       | 八沢村         | 八沢村              | 相馬郡 八沢村   | 南相馬市      |
| 南新田村       | 原町村         | 原町村              | 相馬郡 原町村   | 南相馬市      |
| 桜井村         | 原町村         | 原町村              | 相馬郡 原町村   | 南相馬市      |
| 上渋佐村       | 原町村         | 原町村              | 相馬郡 原町村   | 南相馬市      |
| 下渋佐村       | 原町村         | 原町村              | 相馬郡 原町村   | 南相馬市      |
| 上太田村       | 太田村         | 太田村              | 相馬郡 太田村   | 南相馬市      |
| 中太田村       | 太田村         | 太田村              | 相馬郡 太田村   | 南相馬市      |
| 下太田村       | 太田村         | 太田村              | 相馬郡 太田村   | 南相馬市      |
| 小木迫村       | 太田村         | 太田村              | 相馬郡 太田村   | 南相馬市      |
| 片倉村         | 太田村         | 太田村              | 相馬郡 太田村   | 南相馬市      |
| 牛来村         | 太田村         | 太田村              | 相馬郡 太田村   | 南相馬市      |
| 高村           | 太田村         | 太田村              | 相馬郡 太田村   | 南相馬市      |
| 鶴谷村         | 太田村         | 太田村              | 相馬郡 太田村   | 南相馬市      |
| 増田村         | 太田村         | 太田村              | 相馬郡 太田村   | 南相馬市      |
| 矢川原村       | 太田村         | 太田村              | 相馬郡 太田村   | 南相馬市      |
| 大亀村         | 大甕村         | 大甕村              | 相馬郡 大甕村   | 南相馬市      |
| 江井村         | 大甕村         | 大甕村              | 相馬郡 大甕村   | 南相馬市      |
| 下江井村       | 大甕村         | 大甕村              | 相馬郡 大甕村   | 南相馬市      |
| 萱浜村         | 大甕村         | 大甕村              | 相馬郡 大甕村   | 南相馬市      |
| 北原村         | 大甕村         | 大甕村              | 相馬郡 大甕村   | 南相馬市      |
| 小浜村         | 大甕村         | 大甕村              | 相馬郡 大甕村   | 南相馬市      |
| 雫村           | 大甕村         | 大甕村              | 相馬郡 大甕村   | 南相馬市      |
| 堤谷村         | 大甕村         | 大甕村              | 相馬郡 大甕村   | 南相馬市      |
| 米々沢村       | 大甕村         | 大甕村              | 相馬郡 大甕村   | 南相馬市      |
| 高平村         | 高平村         | 高平村              | 相馬郡 高平村   | 南相馬市      |
| 北高平村       | 高平村         | 高平村              | 相馬郡 高平村   | 南相馬市      |
| 泉村           | 高平村         | 高平村              | 相馬郡 高平村   | 南相馬市      |
| 北泉村         | 高平村         | 高平村              | 相馬郡 高平村   | 南相馬市      |
| 金沢村         | 高平村         | 高平村              | 相馬郡 高平村   | 南相馬市      |
| 石神村         | 石神村         | 石神村              | 相馬郡 石神村   | 南相馬市      |
| 牛越村         | 石神村         | 石神村              | 相馬郡 石神村   | 南相馬市      |
| 大谷村         | 石神村         | 石神村              | 相馬郡 石神村   | 南相馬市      |
| 大木戸村       | 石神村         | 石神村              | 相馬郡 石神村   | 南相馬市      |
| 大原村         | 石神村         | 石神村              | 相馬郡 石神村   | 南相馬市      |
| 押釜村         | 石神村         | 石神村              | 相馬郡 石神村   | 南相馬市      |
| 信田沢村       | 石神村         | 石神村              | 相馬郡 石神村   | 南相馬市      |
| 高倉村         | 石神村         | 石神村              | 相馬郡 石神村   | 南相馬市      |
| 長野村         | 石神村         | 石神村              | 相馬郡 石神村   | 南相馬市      |
| 北長野村       | 石神村         | 石神村              | 相馬郡 石神村   | 南相馬市      |
| 馬場村         | 石神村         | 石神村              | 相馬郡 石神村   | 南相馬市      |
| 深野村         | 石神村         | 石神村              | 相馬郡 石神村   | 南相馬市      |
| 北新田村       | 石神村         | 石神村              | 相馬郡 石神村   | 南相馬市      |
| 小高村         | 小高村         | 小高村              | 相馬郡 小高村   | 南相馬市      |
| 南小高村       | 小高村         | 小高村              | 相馬郡 小高村   | 南相馬市      |
| 大井村         | 小高村         | 小高村              | 相馬郡 小高村   | 南相馬市      |
| 岡田村         | 小高村         | 小高村              | 相馬郡 小高村   | 南相馬市      |
| 片草村         | 小高村         | 小高村              | 相馬郡 小高村   | 南相馬市      |
| 塚原村         | 小高村         | 小高村              | 相馬郡 小高村   | 南相馬市      |
| 吉名村         | 小高村         | 小高村              | 相馬郡 小高村   | 南相馬市      |
| 金谷村         | 金房村         | 金房村              | 相馬郡 金房村   | 南相馬市      |
| 川房村         | 金房村         | 金房村              | 相馬郡 金房村   | 南相馬市      |
| 上根沢村       | 金房村         | 金房村              | 相馬郡 金房村   | 南相馬市      |
| 大田和村       | 金房村         | 金房村              | 相馬郡 金房村   | 南相馬市      |
| 大谷（大富）村 | 金房村         | 金房村              | 相馬郡 金房村   | 南相馬市      |
| 小谷村         | 金房村         | 金房村              | 相馬郡 金房村   | 南相馬市      |
| 小屋木村       | 金房村         | 金房村              | 相馬郡 金房村   | 南相馬市      |
| 羽倉村         | 金房村         | 金房村              | 相馬郡 金房村   | 南相馬市      |
| 北鳩原村       | 金房村         | 金房村              | 相馬郡 金房村   | 南相馬市      |
| 南鳩原村       | 金房村         | 金房村              | 相馬郡 金房村   | 南相馬市      |
| 飯崎村         | 金房村         | 金房村              | 相馬郡 金房村   | 南相馬市      |
| 福岡村         | 福浦村         | 福浦村              | 相馬郡 福浦村   | 南相馬市      |
| 蓬田村         | 福浦村         | 福浦村              | 相馬郡 福浦村   | 南相馬市      |
| 上浦村         | 福浦村         | 福浦村              | 相馬郡 福浦村   | 南相馬市      |
| 下浦村         | 福浦村         | 福浦村              | 相馬郡 福浦村   | 南相馬市      |
| 浦尻村         | 福浦村         | 福浦村              | 相馬郡 福浦村   | 南相馬市      |
| 泉沢村         | 福浦村         | 福浦村              | 相馬郡 福浦村   | 南相馬市      |
| 蛯沢村         | 福浦村         | 福浦村              | 相馬郡 福浦村   | 南相馬市      |
| 女場村         | 福浦村         | 福浦村              | 相馬郡 福浦村   | 南相馬市      |
| 神山村         | 福浦村         | 福浦村              | 相馬郡 福浦村   | 南相馬市      |
| 角部内村       | 福浦村         | 福浦村              | 相馬郡 福浦村   | 南相馬市      |
| 行津村         | 福浦村         | 福浦村              | 相馬郡 福浦村   | 南相馬市      |
| 水谷村         | 福浦村         | 福浦村              | 相馬郡 福浦村   | 南相馬市      |
| 耳谷村         | 福浦村         | 福浦村              | 相馬郡 福浦村   | 南相馬市      |
| 村上村         | 福浦村         | 福浦村              | 相馬郡 福浦村   | 南相馬市      |
| 飯樋村         | 飯曽村         | 飯曽村              | 相馬郡 飯曽村   | 相馬郡 飯舘村 |
| 比曽村         | 飯曽村         | 飯曽村              | 相馬郡 飯曽村   | 相馬郡 飯舘村 |
| 臼石村         | 石橋村         | 石橋村              | 相馬郡 石橋村   | 相馬郡 飯舘村 |
| 二枚橋村       | 石橋村         | 石橋村              | 相馬郡 石橋村   | 相馬郡 飯舘村 |
| 須萱村         | 石橋村         | 石橋村              | 相馬郡 石橋村   | 相馬郡 飯舘村 |
| 関根村         | 石橋村         | 石橋村              | 相馬郡 石橋村   | 相馬郡 飯舘村 |
| 前田村         | 石橋村         | 石橋村              | 相馬郡 石橋村   | 相馬郡 飯舘村 |
| 松塚村         | 石橋村         | 石橋村              | 相馬郡 石橋村   | 相馬郡 飯舘村 |
| 大倉村         | 大須村         | 大須村              | 相馬郡 大須村   | 相馬郡 飯舘村 |
| 佐須村         | 大須村         | 大須村              | 相馬郡 大須村   | 相馬郡 飯舘村 |
| 草野村         | 新舘村         | 新舘村              | 相馬郡 新舘村   | 相馬郡 飯舘村 |
| 蘆股村         | 新舘村         | 新舘村              | 相馬郡 新舘村   | 相馬郡 飯舘村 |
| 伊丹沢村       | 新舘村         | 新舘村              | 相馬郡 新舘村   | 相馬郡 飯舘村 |
| 小宮村         | 新舘村         | 新舘村              | 相馬郡 新舘村   | 相馬郡 飯舘村 |
| 関沢村         | 新舘村         | 新舘村              | 相馬郡 新舘村   | 相馬郡 飯舘村 |
| 沼平村         | 新舘村         | 新舘村              | 相馬郡 新舘村   | 相馬郡 飯舘村 |
| 深谷村         | 新舘村         | 新舘村              | 相馬郡 新舘村   | 相馬郡 飯舘村 |
| 八木沢村       | 新舘村         | 新舘村              | 相馬郡 新舘村   | 相馬郡 飯舘村 |

## 行政
宇多・行方郡長
| 代 | 氏名         | 就任年月日                 | 退任年月日                 | 備考                           |
| -- | ------------ | -------------------------- | -------------------------- | ------------------------------ |
| 1  | 大須賀次郎   | 明治12年（1879年）1月17日  | 明治15年（1882年）5月20日  |                                |
| 2  | 木村一貫     | 明治15年（1882年）5月23日  | 明治17年（1884年）7月17日  |                                |
| 3  | 桑野礼行     | 明治17年（1884年）10月28日 | 明治18年（1885年）8月5日   |                                |
| 4  | 松本時正     | 明治18年（1885年）9月4日   | 明治25年（1892年）10月4日  |                                |
| 5  | 小野木源次郎 | 明治25年（1892年）10月13日 | 明治25年（1892年）12月27日 |                                |
| 6  | 熊川詳長     | 明治26年（1893年）1月16日  | 明治29年（1896年）3月31日  | 宇多郡との合併により行方郡廃止 |